# 希尔伯特-史密斯猜想
數學上的希爾伯特-史密斯猜想，是關於流形的變換群，特別是忠實地作用在一個拓撲流形上的拓撲群的限制。這猜想說若一個局部緊的拓撲群G有一個連續且忠實的群作用在拓撲流形M上，則G必定是一個李群。
基於G的結構的已知結果，僅需證明當G是p進數Zp的加法群時（p是素數），G無忠實的群作用在拓撲流形上。
這個猜想以大衛·希爾伯特和美國拓撲學家Paul Althaus Smith命名。有些人認為這個猜想是對希爾伯特第五問題更好的表述。
這猜想的一般情形現在仍未解決。2013年，John Pardon證明了這猜想對三維流形的情形成立。